# Fossi come te
Fossi come te è un singolo della cantautrice italiana Ditonellapiaga, pubblicato il 20 ottobre 2023 come primo estratto dal secondo album in studio Flash.

## Descrizione
Il brano è scritto dalla stessa cantautrice con Giorgio Pesenti, in arte Okgiorgio, che ha anche curato la produzione con Brail.

## Video musicale
Il video musicale, diretto da Michele Formica, è stato pubblicato in concomitanza all'uscita del brano attraverso il canale YouTube della cantautrice.

## Tracce
Testi e musiche di Margherita Carducci e Giorgio Pesenti.
1. Fossi come te – 3:03

## Formazione
- Ditonellapiaga – voce
- Andrea Suriani – masterizzazione, missaggio, registrazione
- Benjamin Ventura – batteria, campionatore, sintetizzatore, tastiere, produzione
- Brail – produzione supplementare
- Giorgio "Okgiorgio" Pesenti – campionatore, chitarra, batteria, tastiere, produzione, registrazione
- Iacopo Sinigaglia – chitarra